# 佩爾赫日莫夫

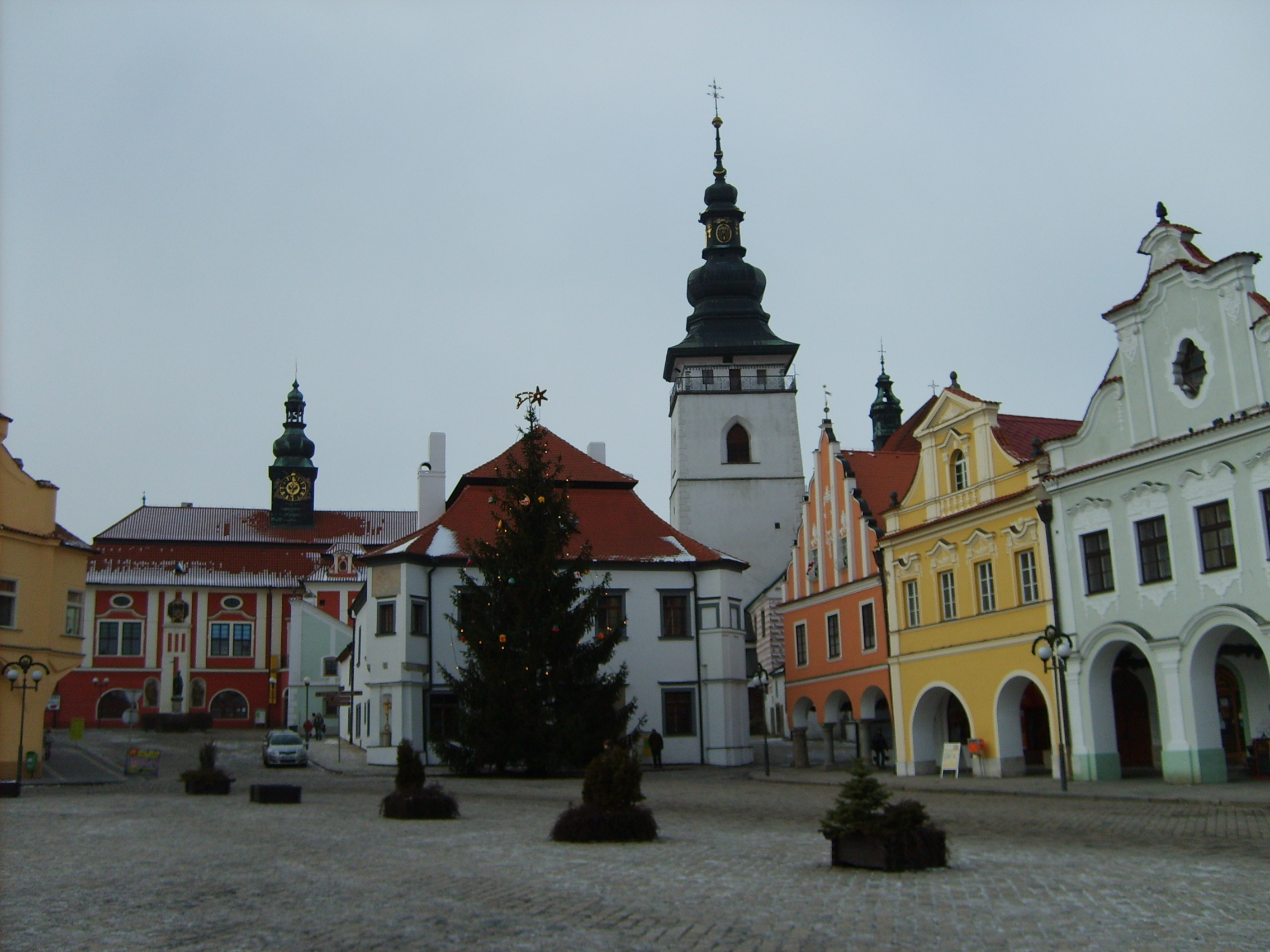
centrum

佩爾赫日莫夫是捷克的城鎮，位於該國南部，由維索基納州負責管轄，面積95.26平方公里，海拔高度494米，主要經濟活動是旅遊業，2014年人口共有16,203。

## 外部連結
- Municipal website （页面存档备份，存于） (cz)
- Pelhrimov QTVR Fullscreen virtual tour[永久]